# Jonquières (Vaucluse)
Jonquières település Franciaországban, Vaucluse megyében. Lakosainak száma 5213 fő (2022. január 1.). Jonquières Camaret-sur-Aigues, Orange, Violès, Vacqueyras, Sarrians és Courthézon községekkel határos.

## Népesség
A település népességének változása:
| Lakosok száma | 4778 | 5146 | 5395 | 5399 | 5436 | 5469 | 5384 | 5298 | 5213 |
|               | 2013 | 2015 | 2016 | 2017 | 2018 | 2019 | 2020 | 2021 | 2022 |